# MLB Power Pros
Major League Baseball Power Pros ou MLB Power Pros est un jeu vidéo de baseball sous licence MLB publié par 2K Sports. MLB Power Pros est disponible sur PlayStation 2 et Wii.

## Accueil
- IGN : 8,4/10[1]